# Thomas Ziegler (hockeista su ghiaccio)
Thomas Ziegler (Zurigo, 9 giugno 1978) è un ex hockeista su ghiaccio svizzero.

## Carriera
Nel corso della sua carriera ha indossato le maglie di ZSC Lions (1997/98, 2010-2012), HC Ambri-Piotta (1998-2000), Tampa Bay Lightning (2000/01), Detroit Vipers (2000/01), Springfield Falcons (2001/02) e SC Bern (2001-2010).